# Ron Dorsey
Ronald Dorsey, detto Ron (10 ottobre 1948), è un ex cestista statunitense, professionista nella ABA.

## Carriera
Venne selezionato dai Phoenix Suns al tredicesimo giro del Draft NBA 1971 (204ª scelta assoluta).
Disputò una partita con i Carolina Cougars nella stagione ABA 1967-68.